# I liga urugwajska w piłce nożnej (1957)
- Mistrz Urugwaju 1957: Club Nacional de Football
- Wicemistrz Urugwaju 1957: CA Peñarol
- Spadek do drugiej ligi: Racing Montevideo
- Awans z drugiej ligi: Sud América Montevideo

Mistrzostwa Urugwaju w roku 1957 były mistrzostwami rozgrywanymi według systemu, w którym wszystkie kluby rozgrywały ze sobą mecze każdy z każdym u siebie i na wyjeździe, a o tytule mistrza i dalszej kolejności decydowała końcowa tabela.

## Primera División

### Kolejka 1
| Mecz                                     |
| ---------------------------------------- |
| CA Peñarol – Montevideo Wanderers 3:1    |
| Club Nacional de Football – CA Cerro 3:0 |
| Rampla Juniors – Defensor Sporting 3:0   |
| Danubio FC – Liverpool Montevideo 3:0    |
| Fénix Montevideo – Racing Montevideo 1:1 |

### Kolejka 2
| Mecz                                                 |
| ---------------------------------------------------- |
| Club Nacional de Football – Liverpool Montevideo 1:0 |
| Montevideo Wanderers – Defensor Sporting 1:0         |
| Fénix Montevideo – CA Cerro 2:0                      |
| CA Peñarol – Danubio FC 3:2                          |
| Rampla Juniors – Racing Montevideo 1:0               |

### Kolejka 3
| Mecz                                              |
| ------------------------------------------------- |
| CA Peñarol – Fénix Montevideo 1:0                 |
| Club Nacional de Football – Racing Montevideo 4:0 |
| CA Cerro – Montevideo Wanderers 1:0               |
| Rampla Juniors – Danubio FC 3:2                   |
| Defensor Sporting – Liverpool Montevideo 3:1      |

### Kolejka 4
| Mecz                                              |
| ------------------------------------------------- |
| Club Nacional de Football – Defensor Sporting 1:0 |
| Rampla Juniors – CA Peñarol 1:0                   |
| Danubio FC – CA Cerro 0:0                         |
| Racing Montevideo – Liverpool Montevideo 1:0      |
| Montevideo Wanderers – Fénix Montevideo 3:1       |

### Kolejka 5
| Mecz                                             |
| ------------------------------------------------ |
| Racing Montevideo – CA Peñarol 2:0               |
| Liverpool Montevideo – Montevideo Wanderers 3:1  |
| Fénix Montevideo – Club Nacional de Football 1:0 |
| Defensor Sporting – Danubio FC 2:0               |
| Rampla Juniors – CA Cerro 0:0                    |

### Kolejka 6
| Mecz                                           |
| ---------------------------------------------- |
| Rampla Juniors – Club Nacional de Football 0:0 |
| Defensor Sporting – CA Peñarol 5:1             |
| Montevideo Wanderers – Danubio FC 0:0          |
| CA Cerro – Racing Montevideo 4:1               |
| Fénix Montevideo – Liverpool Montevideo 3:2    |

### Kolejka 7
| Mecz                                                 |
| ---------------------------------------------------- |
| CA Peñarol – CA Cerro 3:2                            |
| Racing Montevideo – Defensor Sporting 2:2            |
| Danubio FC – Fénix Montevideo 1:1                    |
| Club Nacional de Football – Montevideo Wanderers 2:1 |
| Rampla Juniors – Liverpool Montevideo 2:2            |

### Kolejka 8
| Mecz                                       |
| ------------------------------------------ |
| Club Nacional de Football – CA Peñarol 2:0 |
| Montevideo Wanderers – Rampla Juniors 2:1  |
| Defensor Sporting – Fénix Montevideo 2:1   |
| Danubio FC – Racing Montevideo 2:0         |
| CA Cerro – Liverpool Montevideo 2:0        |

### Kolejka 9
| Mecz                                         |
| -------------------------------------------- |
| Club Nacional de Football – Danubio FC 2:0   |
| Fénix Montevideo – Rampla Juniors 3:1        |
| CA Cerro – Defensor Sporting 3:3             |
| Montevideo Wanderers – Racing Montevideo 0:0 |
| Liverpool Montevideo – CA Peñarol 1:0        |

### Kolejka 10
| Mecz                                     |
| ---------------------------------------- |
| CA Peñarol – Montevideo Wanderers 3:3    |
| Club Nacional de Football – CA Cerro 2:0 |
| Rampla Juniors – Defensor Sporting 1:1   |
| Danubio FC – Liverpool Montevideo 2:0    |
| Fénix Montevideo – Racing Montevideo 1:1 |

### Kolejka 11
| Mecz                                                 |
| ---------------------------------------------------- |
| Club Nacional de Football – Liverpool Montevideo 1:1 |
| Montevideo Wanderers – Defensor Sporting 1:1         |
| CA Cerro – Fénix Montevideo 3:2                      |
| CA Peñarol – Danubio FC 1:1                          |
| Racing Montevideo – Rampla Juniors 2:1               |

### Kolejka 12
| Mecz                                              |
| ------------------------------------------------- |
| CA Peñarol – Fénix Montevideo 5:2                 |
| Club Nacional de Football – Racing Montevideo 1:1 |
| CA Cerro – Montevideo Wanderers 4:3               |
| Rampla Juniors – Danubio FC 1:1                   |
| Liverpool Montevideo – Defensor Sporting 4:2      |

### Kolejka 13
| Mecz                                              |
| ------------------------------------------------- |
| Defensor Sporting – Club Nacional de Football 3:1 |
| CA Peñarol – Rampla Juniors 4:0                   |
| Danubio FC – CA Cerro 3:2                         |
| Liverpool Montevideo – Racing Montevideo 2:1      |
| Fénix Montevideo – Montevideo Wanderers 3:1       |

### Kolejka 14
| Mecz                                             |
| ------------------------------------------------ |
| CA Peñarol – Racing Montevideo 3:2               |
| Liverpool Montevideo – Montevideo Wanderers 2:1  |
| Club Nacional de Football – Fénix Montevideo 5:1 |
| Defensor Sporting – Danubio FC 4:2               |
| CA Cerro – Rampla Juniors 7:4                    |

### Kolejka 15
| Mecz                                           |
| ---------------------------------------------- |
| Rampla Juniors – Club Nacional de Football 3:2 |
| CA Peñarol – Defensor Sporting 3:1             |
| Montevideo Wanderers – Danubio FC 1:0          |
| Racing Montevideo – CA Cerro 4:0               |
| Fénix Montevideo – Liverpool Montevideo 1:0    |

### Kolejka 16
| Mecz                                                 |
| ---------------------------------------------------- |
| CA Peñarol – CA Cerro 4:2                            |
| Defensor Sporting – Racing Montevideo 6:2            |
| Danubio FC – Fénix Montevideo 3:1                    |
| Club Nacional de Football – Montevideo Wanderers 0:0 |
| Liverpool Montevideo – Rampla Juniors 2:1            |

### Kolejka 17
| Mecz                                       |
| ------------------------------------------ |
| Club Nacional de Football – CA Peñarol 3:3 |
| Montevideo Wanderers – Rampla Juniors 0:0  |
| Fénix Montevideo – Defensor Sporting 3:1   |
| Racing Montevideo – Danubio FC 1:0         |
| CA Cerro – Liverpool Montevideo 2:1        |

### Kolejka 18
| Mecz                                         |
| -------------------------------------------- |
| Club Nacional de Football – Danubio FC 0:0   |
| Fénix Montevideo – Rampla Juniors 4:3        |
| Defensor Sporting – CA Cerro 5:3             |
| Montevideo Wanderers – Racing Montevideo 4:0 |
| Liverpool Montevideo – CA Peñarol 4:2        |

### Końcowa tabela sezonu 1957
| Poz | Klub                      | Mecze | Zw | Rem | Por | Pkt | BrZd | BrStr |
| --- | ------------------------- | ----- | -- | --- | --- | --- | ---- | ----- |
| 1   | Club Nacional de Football | 18    | 9  | 6   | 3   | 24  | 30   | 14    |
| 2   | CA Peñarol                | 18    | 9  | 3   | 6   | 21  | 39   | 34    |
| 3   | Defensor Sporting         | 18    | 8  | 4   | 6   | 20  | 41   | 33    |
| 4   | Fénix Montevideo          | 18    | 8  | 3   | 7   | 19  | 31   | 33    |
| 5   | CA Cerro                  | 18    | 7  | 3   | 8   | 17  | 35   | 40    |
| 6   | Danubio FC                | 18    | 5  | 6   | 7   | 16  | 22   | 22    |
| 7   | Montevideo Wanderers      | 18    | 5  | 6   | 7   | 16  | 23   | 24    |
| 8   | Liverpool Montevideo      | 18    | 7  | 2   | 9   | 16  | 25   | 29    |
| 9   | Rampla Juniors            | 18    | 5  | 6   | 7   | 16  | 26   | 32    |
| 10  | Racing Montevideo         | 18    | 5  | 5   | 8   | 15  | 21   | 32    |

### Klasyfikacja strzelców bramek
| Gole | Piłkarz          | Klub              |
| ---- | ---------------- | ----------------- |
| 16   | Walter Hernández | Defensor Sporting |